# Tom Carbone

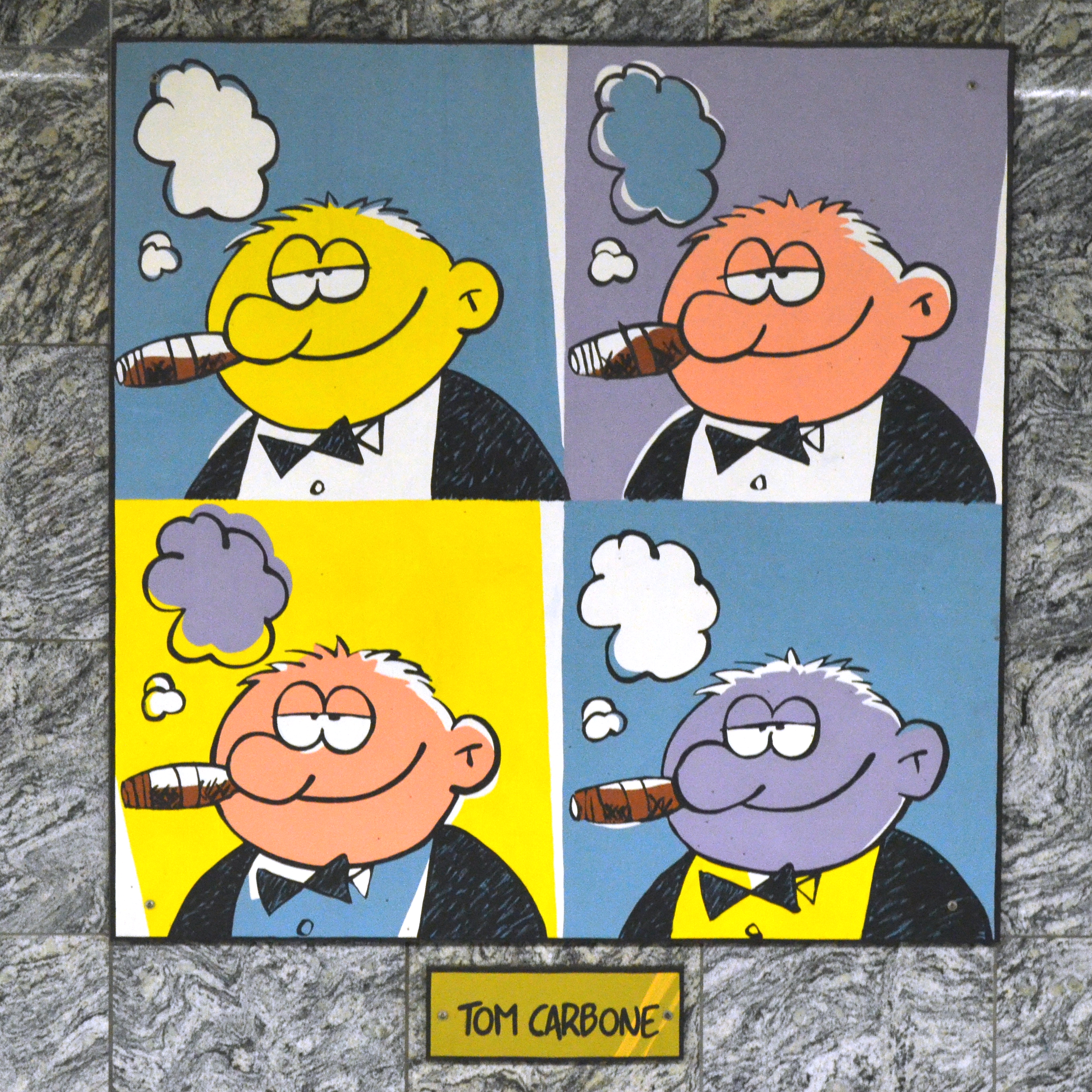
Station de métro « Janson » à Charleroi.

Titre de la série dans le Journal de Spirou.

Tom Carbone est une série de bande dessinée franco-belge humoristique, créée en 1985 dans le N°2461 du journal Spirou. Publiée d'abord sous le nom Tom Carbon, elle change de nom en 1991. Même si la série reste méconnue, elle constitue un des chefs-d’œuvre de la bande-dessinée humoristique franco-belge[réf. nécessaire].
- Dessins : Luc Cromheecke
- Scénario : Laurent Letzer

## L'évolution de la série
Les premières histoires de Tom Carbone (qui correspondent à l'album En bonne compagnie), mettent en scène le personnage de Tom inventant pour son neveu ou son voisin des histoires toutes plus farfelues les unes que les autres: Il était une fois un lapin qui s'en allait chez le boulanger, le loup végétarien, l'authentique histoire de Fouglione l'ours, la poule jongleuse... Dès le second album, le principe est abandonné et Tom devient le véritable héros de ses propres aventures ou mésaventures, mais elles restent tout aussi délirantes que les récits qu'il faisait. La série comporte aussi bien des histoires de plusieurs pages avec un véritable récit développé, que des gags sur une page ou des strips de trois cases.

## Le dessin
Le dessin est de la plus pure école de la ligne claire. Luc Cromheecke utilise tous les codes de la BD la plus classique en forçant les expressions ahuries des protagonistes aux bouches grandes ouvertes et aux yeux hébétés. Les expressions sont exacerbées tout en restant d'une grande simplicité et d'une lisibilité irréprochable. Le dessin est finalement toujours d'une grande expressivité comique et participe grandement du charme de la série.

## L'humour
L'humour à l’œuvre dans Tom Carbone repose souvent sur l'absurde ou le non-sens. Il constitue même un modèle du genre dans la bande-dessinée franco-belge. Plusieurs histoires mettent également en scène des personnages à la fois merveilleux et loufoques : Chevalier sorti d'un réfrigérateur, Génie du percolateur, Père-Noël de catégorie C, Nain de jardin spécialiste du jardinage, sorcière collectionneuse de lutins, lapins pilotant des motos, ours se déguisant en chasseurs de papillons... Tout cela donne un côté surréaliste et particulièrement amusant à cet univers.

## Albums
Editions Dupuis :
- En bonne compagnie (1991)
- Mise en boîte (1992)
- Agiter avant l'emploi (1993)
- Ça vole haut (1994)

Editions Glénat (avec une préface de Lewis Trondheim, grand admirateur de la série):
- Intégrale 1 (reprenant les tomes 1 et 2 ainsi que les histoires complètes de Lunatoys et Tannenbaum)

- Intégrale 2 (reprenant les tomes 3 et 4, le tome 5 inédit en France, ainsi que les strips parus dans le Journal de Spirou)

## Publication
La série est publiée dans le journal de Spirou depuis 1985. Après une absence de 9 ans dans les pages du journal elle a refait son apparition en 2006 dans le n°3556 sous forme d'un gag.